# Anobothrus occidentalis
Anobothrus occidentalis är en ringmaskart som beskrevs av Hartman 1969. Anobothrus occidentalis ingår i släktet Anobothrus och familjen Ampharetidae. Inga underarter finns listade i Catalogue of Life.